# Jamie Langfield
James ("Jamie") Robert Langfield (Paisley, 22 december 1979) is een Schots voetbaldoelman die sinds 2005 voor de Schotse eersteklasser Aberdeen FC uitkomt. Voordien speelde hij onder meer voor Dundee FC en Dunfermline Athletic.

## Carrière
Langfield begon zijn carrière bij de jeugd van Dundee FC en brak er door tot in de eerste ploeg. In het seizoen 2003-2004 werd hij verhuurd aan Raith Rovers FC. Na een korte periode bij Partick Thistle FC en een seizoen op de bank bij Dunfermline Athletic belandde Langfield bij Aberdeen FC, waar hij eerste doelman werd. In het seizoen 2006-2007 eindigde hij met Aberdeen op een derde plaats in de competitie en de ploeg kwalificeerde zich voor de UEFA Cup.
In mei 2007 weigerde hij een transfer naar Glasgow Rangers, omdat hij vreesde dat hij weinig speelkansen zou krijgen bij de Schotse topclub. Op het einde van het seizoen 2008-2009 werd Langfield verkozen tot speler van het jaar door de fans van Aberdeen.
In juli 2010 blesseerde Langfield zich door kokend water op zijn voet te morsen.
Langfield speelde in 2007 een wedstrijd voor het Schotse B-elftal. Hij werd meerdere malen opgeroepen voor de A-ploeg, maar kwam nooit aan spelen toe.